# Joseph Hueber
Joseph Hueber (né en 1715 ou 1717 probablement à Vienne, mort le 26 septembre 1787 à Graz) est un architecte autrichien.

## Biographie
Le père Sebastian vient du Tyrol à Vienne où il travaille comme maçon et a des relations directes avec Lukas von Hildebrandt et probablement aussi avec Joseph Emanuel Fischer von Erlach. Josef Hueber commence ses études avec son père et un voyage de quatre ans à partir de 1730. À son retour, il devient maître d'œuvre à Vienne.
En 1739, il entre en service auprès de Josef Carlone (de) à Graz, épouse sa veuve en 1740 après sa mort en novembre 1739, reprend sa charge et est admis à la guilde des maçons le 27 mars 1740.

## Œuvres
- Chapelle Johann von Nepomuk, église paroissiale de la ville de Graz (1741)
- Construction d'une façade à deux tours de l'église Sainte-Marie-Auxiliatrice de Graz (de) (1742)
- Construction de l'église d'Oberburg (1743–1760)
- Église abbatiale de Gleisdorf (de) (1744–1745) ?
- Reconstruction de l'église Saint-Guy de Sankt Veit am Vogau (vers 1748)
- Construction du château d’Eggenberg, du Palais Herberstein à Graz (vers 1753)

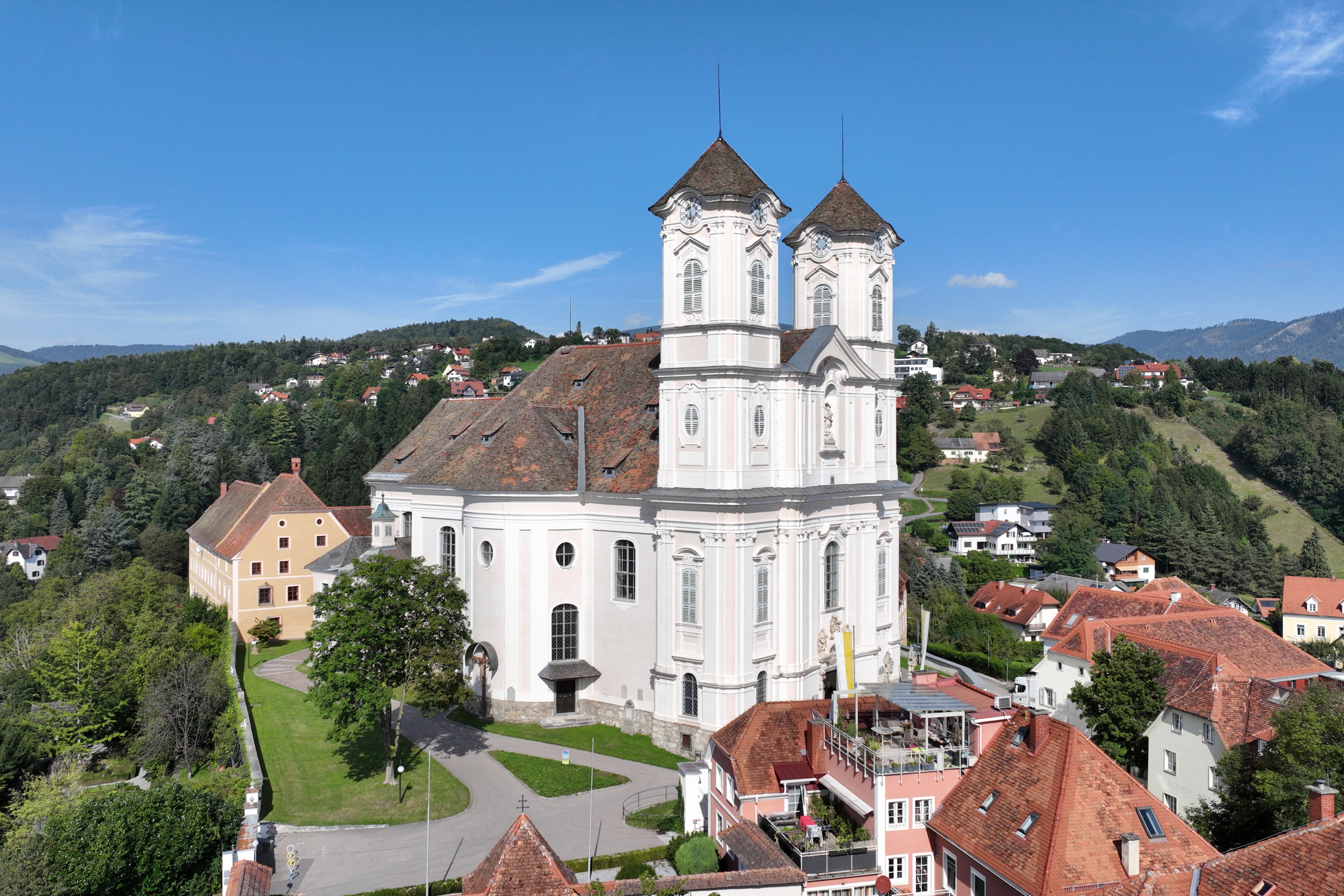
Église de Weizberg

- Église de Weizberg (de) à Weiz (1755–1758)

- Église de Stubenberg am See (de) (1760–1766)
- Abbaye d'Admont (1764)
- Reconstruction de l'église de Mürzzuschlag (de) (1766)
- Construction de la tour occidentale de l'église de Mautern in Steiermark (1766–1774)
- Reconstruction en mode baroque de l'église de Kindberg (1773–1774)
- Construction du Schauspielhaus Graz (1774–1776, détruit en 1823)
- Construction de châteaux aujourd'hui en Slovénie
  - Lenart (château Hrastovec (de)) (1738)
  - Slovenska Bistrica (château de Slovenska Bistrica (en)) (1751)
  - Makole (château de Štatenberg (sl)) (1763)
  - Turnišče (château de Turnišče (sl)) (1763)
  - Gornja Radgona (château de Gornja Radgona (en)) (1775)
  - Dornava (château de Dornava (de)) (1753–1755)
- Reconstruction en mode baroque du château Batthyány (de) à Ludbreg (vers 1745)

## Source
- (de) Cet article est partiellement ou en totalité issu de l’article de Wikipédia en allemand intitulé « Josef Hueber » (voir la liste des auteurs).